# Live/Dead
Az 1969-es Live/Dead a San Franciscó-i Grateful Dead első koncertlemeze. Több koncert során rögzítették 1969 elején. Az albumot felújították, és 2001-ben a The Golden Road (1965–1973) box set részeként jelent meg, majd 2003-ban önálló albumként. a Rolling Stone magazin Minden idők 500 legjobb albuma listáján a 244. helyre került. Szerepel az 1001 lemez, amit hallanod kell, mielőtt meghalsz című könyvben.

## Az album dalai
| 1. | Dark Star | Garcia, Hart, Kreutzmann, Lesh, McKernan, Weir, Robert Hunter | 23:18 |

| 2. | St. Stephen | Garcia, Lesh, Hunter | 6:31 |
| 3. | The Eleven  | Lesh, Hunter         | 9:18 |

| 4. | Turn On Your Love Light | Joseph Scott, Deadric Malone | 15:05 |

| 5. | Death Don't Have No Mercy | Reverend Gary Davis                                       | 10:28 |
| 6. | Feedback                  | Constanten, Garcia, Hart, Kreutzman, Lesh, McKernan, Weir | 7:49  |
| 7. | And We Bid You Goodnight  | tradicionális; hangszerelte a Grateful Dead               | 0:35  |

| 8. | Dark Star             | Garcia, Hunter | 2:45 |
| 9. | Live/Dead Radio Promo | –              | 1:01 |

## Helyezések, minősítések
| Év   | Lista                | Helyezés |
| ---- | -------------------- | -------- |
| 1970 | Billboard Pop Albums | 64       |

| Minősítés | Dátum               |
| --------- | ------------------- |
| Arany     | 2001. augusztus 24. |

## Közreműködők
- Jerry Garcia – gitár, ének
- Phil Lesh – basszusgitár, ének
- Bob Weir – gitár, ének
- Mickey Hart – ütőhangszerek
- Bill Kreutzmann – ütőhangszerek
- Tom Constanten (T.C.) – billentyűk
- Pigpen – ének, kongák, orgona a Death Don't Have No Mercy dalon